# Белик, Анна Павловна
Анна Павловна Белик (1905—1984) — сельскохозяйственный деятель, Герой Социалистического Труда (1949).

## Биография
Анна Белик родилась 27 сентября 1905 года в селе Преображенное (ныне — Сватовский район Луганской области Украины). С четырнадцатилетнего возраста работала сначала по найму, а затем в колхозе. С 1934 года работала на угольной шахте № 100 в селе Голубовка Попаснянского района, а с 1939 года — в совхозе № 10 в селе Петровка Сватовского района. В годы Великой Отечественной войны пережила оккупацию. После освобождения работала звеньевой полеводческой бригады того же совхоза.
Несмотря на тяжёлые условия послевоенного времени, звено Белик в 1948 году успешно добилась высокого урожая озимой пшеницы — по 30 центнеров с каждого из закреплённых за ним гектаров. Это стало возможным благодаря удобрению перегноем засеянных площадей и снегозадержанию для сбережения влаги.
Указом Президиума Верховного Совета СССР от 22 апреля 1949 года Анна Белик была удостоена высокого звания Героя Социалистического Труда с вручением ордена Ленина и медали «Серп и Молот».
С 1960 года — на пенсии. Скончалась 9 февраля 1984 года, похоронена в Петровке.
Была также награждена рядом медалей.